# 椿明来
椿 明来（つばき めいら、2001年6月11日 - ）は、日本のYouTuber、TikToker、女性アイドルグループ「KissBee」、YouTubeチャンネル「URA-KISS」の元メンバーである。
神奈川県出身。愛称はめめ、めめたん。

## 略歴
小学校時代から芸能生活をはじめ、2014年3月、「月刊チャームアップガールズ」の企画として行われた『Future Model Unit Project』オーディションに合格し、KissBee立ち上げメンバーとなる。2015年秋公開の映画「早乙女四姉妹」に出演。2018年3月11日をもってグループ卒業。
卒業理由はKissBeeが大きくなればなるほど、拘束が出てきたこと。一人で挑戦することの勇気を持ちたかったこと。
KissBee時代にYouTubeチャンネルを立ち上げたこともあり、卒業後も個人としてYouTuberとして活動を継続する。また、TikTokに動画投稿を行ったり、舞台に出演するなどさまざまな場所で活動している。
椿明来は本名。いわゆるキラキラネームであり、電話予約などで「あきら」などと間違えられる。KissBee時代に日テレ学院麹町落語塾に通ったことをきっかけに、「麹家めめ」の高座名でアマチュア落語界に上がるほか、落語関連のイベントも多く出演する。得意演目は自身のキラキラネームを枕にする「寿限無」。

## 出演
KissBee在籍時についてはKissBeeも参照。

### テレビ
- 春風亭吉好ヲタク落語会CSもえよせ～アイドル落語Special～（2017年7月30日、CS寄席チャンネル）[2]
- 先に生まれただけの僕（2017年12月、日本テレビ） - 五味真菜美 役

### 映画
- 早乙女4姉妹（2015年10月17日、ソウルエイジ）[3]

### 舞台
- 爆走おとな小学生 第二回全校集会『勇者セイヤンの物語（真）』（2016年3月24日 - 27日、新宿村LIVE）
- 劇団わ『バック・トゥ・ザ・君の笑顔〜お江戸でござる〜』（2019年7月13日 - 19日、中目黒キンケロ・シアター）[4]
- 劇団わ『Happy Spell』（2020年1月7日 - 12日 / 2024年2月21日 - 25日、中目黒キンケロ・シアター） - バートレット 役
- 劇団わ『僕のヒーロー願望』（2024年6月5日 - 9日、中目黒キンケロ・シアター） - 吉村音眼 役
- 劇団わ『劣等生、乙川強の半生。』（2024年9月25日 - 29日、中目黒キンケロ・シアター） - 佐藤信愛 役[5]
- 劇団バルスキッチン 第37回公演『歌舞伎町ビターナイト』（2024年10月23日 - 27日、バルスタジオ） - 千葉茜 役[6]
- Poppin' Shower Produce vol.2『星空ハーモニー2024』♭チーム（2024年12月25日 - 29日、シアターグリーンBIG TREE THEATER）- 金本くるみ 役[7]
- 劇団バルスキッチン 第40回公演『どぎまぎメモリアル2025』（2025年4月23日 - 29日、バルスタジオ） - 藍堂瑠奈 役

### イベント
- 落語入門講座・第1回国会寄席（2017年6月16日、衆議院第二議員会館第8会議室）[8]
- ヲタク落語会 CSもえよせ（2017年7月16日、神保町 楽器カフェ）
- 第19回麹町落語塾（2017年7月17日、お江戸両国亭）

### 賞レースでの実績
- ミスアキバ2020(準グランプリ賞・くびら出版賞・LISTEN FLAVOR賞)
- コンカフェナビ推しキャスト投票(2020年9月全国投票1位)